# Jan Machowski
Jan Franciszek Machowski (ur. 2 października 1950) – polski elektrotechnik, profesor nauk technicznych, nauczyciel akademicki na Wydziale Elektrycznym Politechniki Warszawskiej, specjalista w zakresie elektroenergetyki.

## Życiorys
Jest absolwentem Wydziału Elektrycznego Politechniki Warszawskiej (1974), gdzie uzyskał również stopień doktora (1979) oraz doktora habilitowanego (1982). Pierwszą pracę zawodową podjął jeszcze jako student piątego roku studiów magisterskich w Dziale Zabezpieczeń Państwowej Dyspozycji Mocy w Warszawie. Po obronie rozprawy doktorskiej został zatrudniony na Wydziale Elektrycznym Politechniki Warszawskiej. W latach 1989–1992 pracował na uniwersytecie technicznym w Kaiserslautern w Niemczech, gdzie wykonał kilka prac badawczych dla AEG (Frankfurt) i dla DFG (Bonn). Jedna z tych prac, dotycząca zabezpieczeń cyfrowych, została uwieńczona patentem międzynarodowym. Po powrocie do kraju w 1994 r. uzyskał tytuł naukowy profesora i stanowisko profesora w Politechnice Warszawskiej. W latach 1992–2008 był kierownikiem Zakładu Automatyki Elektroenergetycznej, a w latach 1987–1990 oraz 1996–2005 zastępcą dyrektora Instytutu Elektroenergetyki ds. naukowych i w okresie 2005-2016 dyrektorem tego instytutu.

## Dorobek naukowy
Prof. J. Machowski jest współautorem 62 prac badawczych i ekspertyz wykonanych na rzecz energetyki zawodowej, w tym pięciu projektów zagranicznych (Niemcy, Anglia, USA) oraz ponad 50 artykułów w czasopismach międzynarodowych, 9 podręczników i 3 skryptów uczelnianych. Podręcznik "Power System Dynamics. Stability and Control" (którego jest głównym autorem) wydany przez amerykańskie wydawnictwo John Wiley & Sons został uznany przez wydawcę za bestseller i doczekał się trzech wydań.
Prace profesora Jana Machowskiego były cytowane ponad 3790 razy.. Za prace naukowo-badawcze oraz działalność wydawniczą uzyskał kilkakrotnie nagrody ministra oraz odznaczenia i medale zasługi dla energetyki. Był członkiem Komitetu Elektrotechniki PAN (2004-2019), a od 1995 r. jest członkiem Komitetu Wielkich Sieci Elektroenergetycznych CIGRE i od 2005 r. Stowarzyszenia IEEE.

## Stanowiska
Zastępca Dyrektora Instytutu Elektroenergetyki Politechniki Warszawskiej (1987–1990, 1996–2005), Kierownik Zakładu Automatyki Elektroenergetycznej Politechniki Warszawskiej (1992–2008), Dyrektor Instytutu Elektroenergetyki Politechniki Warszawskiej (2005–2016)

## Nagrody, wyróżnienia, odznaczenia
Uzyskał 6 Nagród Ministra Szkolnictwa Wyższego (1979, 1983, 1989, 1994, 2003), Medal Komisji Edukacji Narodowej (2015), 2 Nagrody Ministra Energetyki, 13 nagród Rektora Politechniki Warszawskiej, złotą Odznakę Zasłużony dla Energetyki, Konfederatkę - Przyjaciel Pracodawcy (2012) za komercjalizacje wiedzy i wkład w rozwój polskiego sektora energetycznego, medal „Zasłużony dla grupy kapitałowej PSE SA” (2014), a także prestiżową Nagrodę Badawczą Siemensa (1999).